# Жюстин-Эрбиньи
Жюсти́н-Эрбиньи́ (фр. Justine-Herbigny) — коммуна во Франции, находится в регионе Шампань — Арденны. Департамент коммуны — Арденны. Входит в состав кантона Новьон-Порсьен. Округ коммуны — Ретель.
Код INSEE коммуны — 08240.
Коммуна расположена приблизительно в 170 км к северо-востоку от Парижа, в 75 км севернее Шалон-ан-Шампани, в 35 км к юго-западу от Шарлевиль-Мезьера.

## Население
Население коммуны на 2008 год составляло 167 человек.
| 1962 | 1968 | 1975 | 1982 | 1990 | 1999 | 2008 |
| ---- | ---- | ---- | ---- | ---- | ---- | ---- |
| 178  | 199  | 169  | 159  | 135  | 114  | 167  |

## Администрация
| Период | Период | Фамилия         | Партия | Должность |
| ------ | ------ | --------------- | ------ | --------- |
| 2001   | 2008   | Эдмон Колле     |        |           |
| 2008   | 2012   | Мари-Лор Гастон |        |           |
| 2012   |        | Брис Юбер       |        |           |

## Экономика
В 2007 году среди 99 человек в трудоспособном возрасте (15—64 лет) 66 были экономически активными, 33 — неактивными (показатель активности — 66,7 %, в 1999 году было 61,4 %). Из 66 активных работали 61 человек (34 мужчины и 27 женщин), безработных было 5 (2 мужчин и 3 женщины). Среди 33 неактивных 7 человек были учениками или студентами, 8 — пенсионерами, 18 были неактивными по другим причинам.

## Фотогалерея

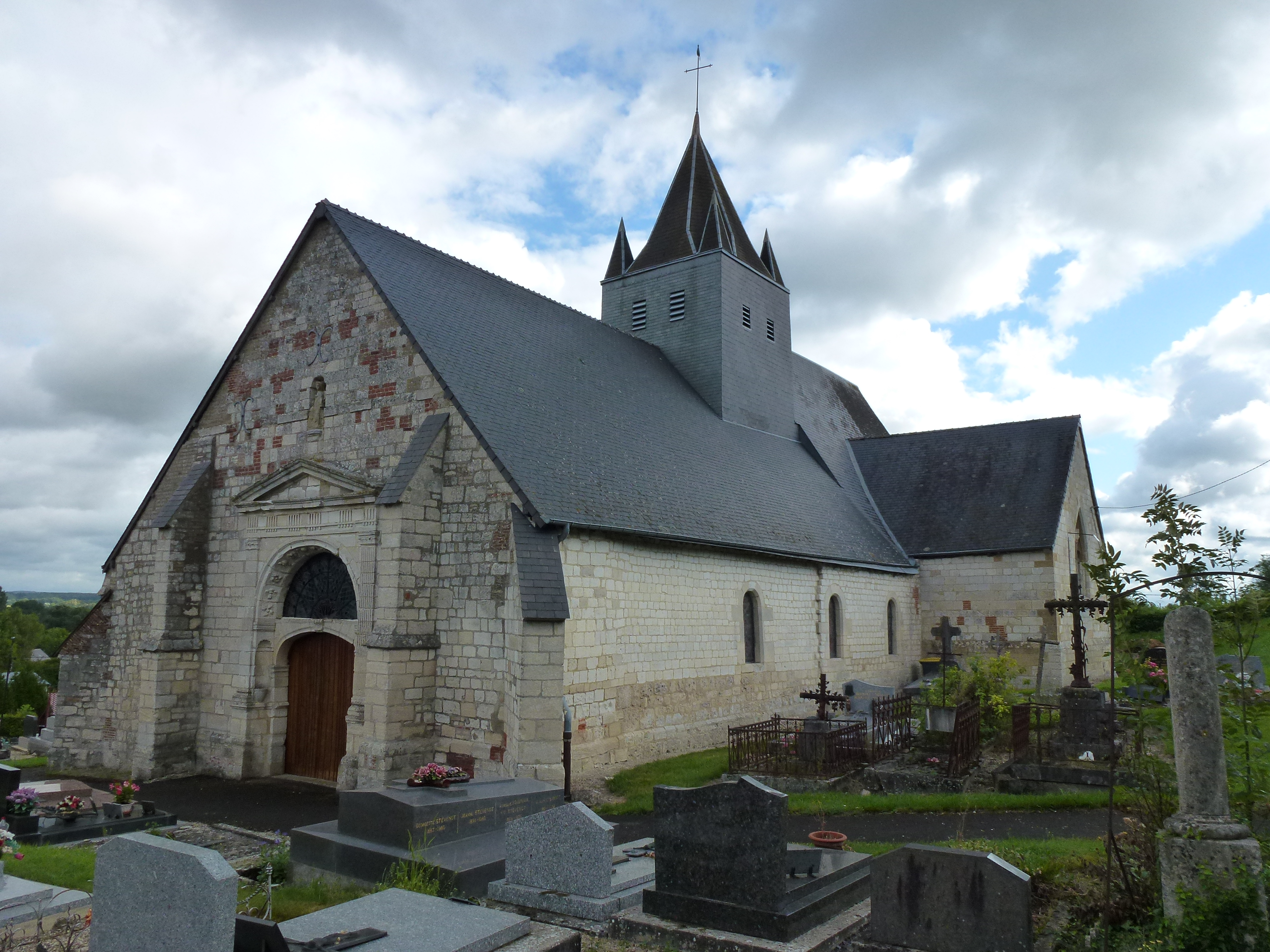
Церковь Нотр-Дам (Жюстин)
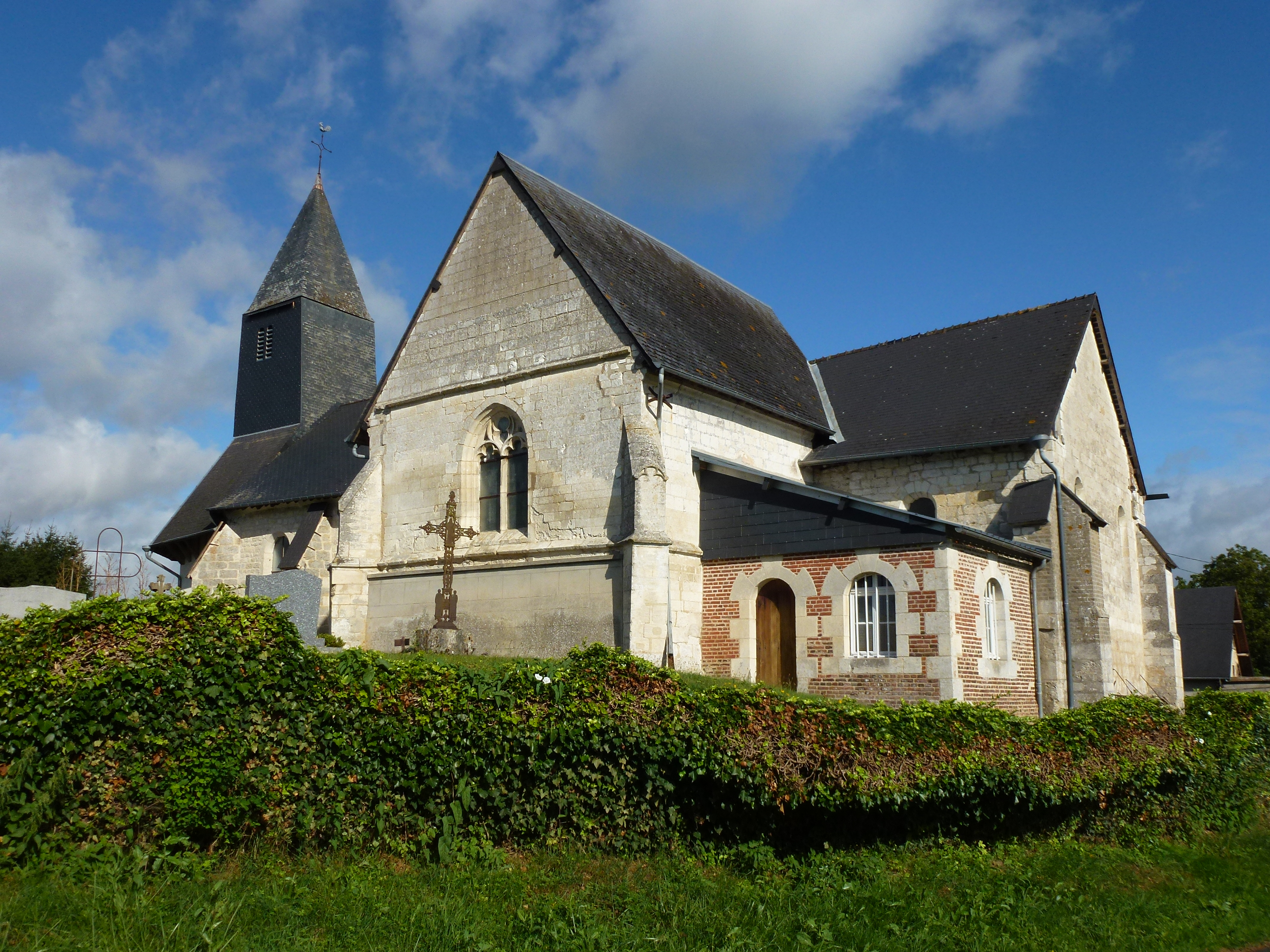
Церковь Сен-Мартен (Эрбиньи)
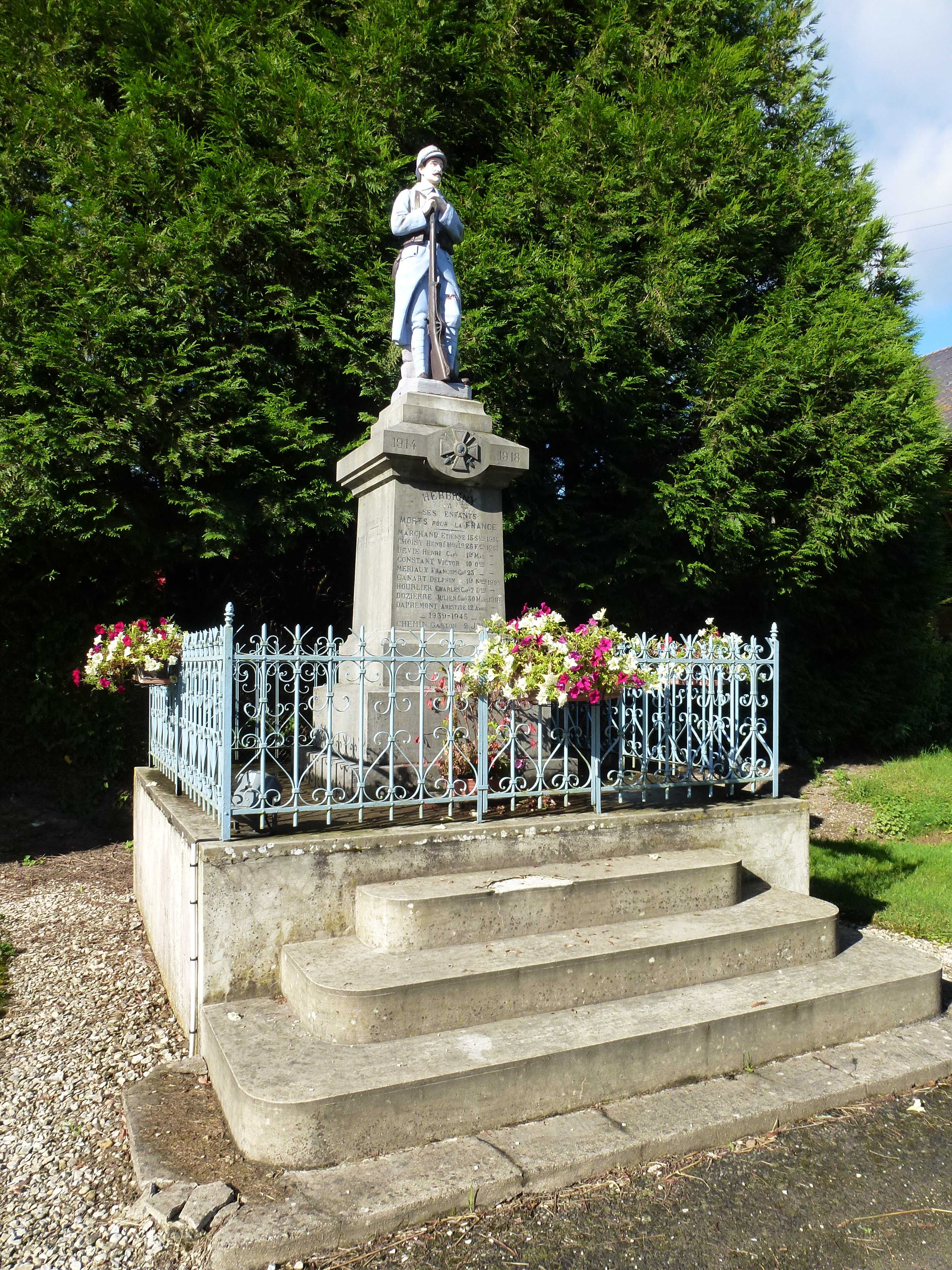
Памятник погибшим в Первой мировой войне
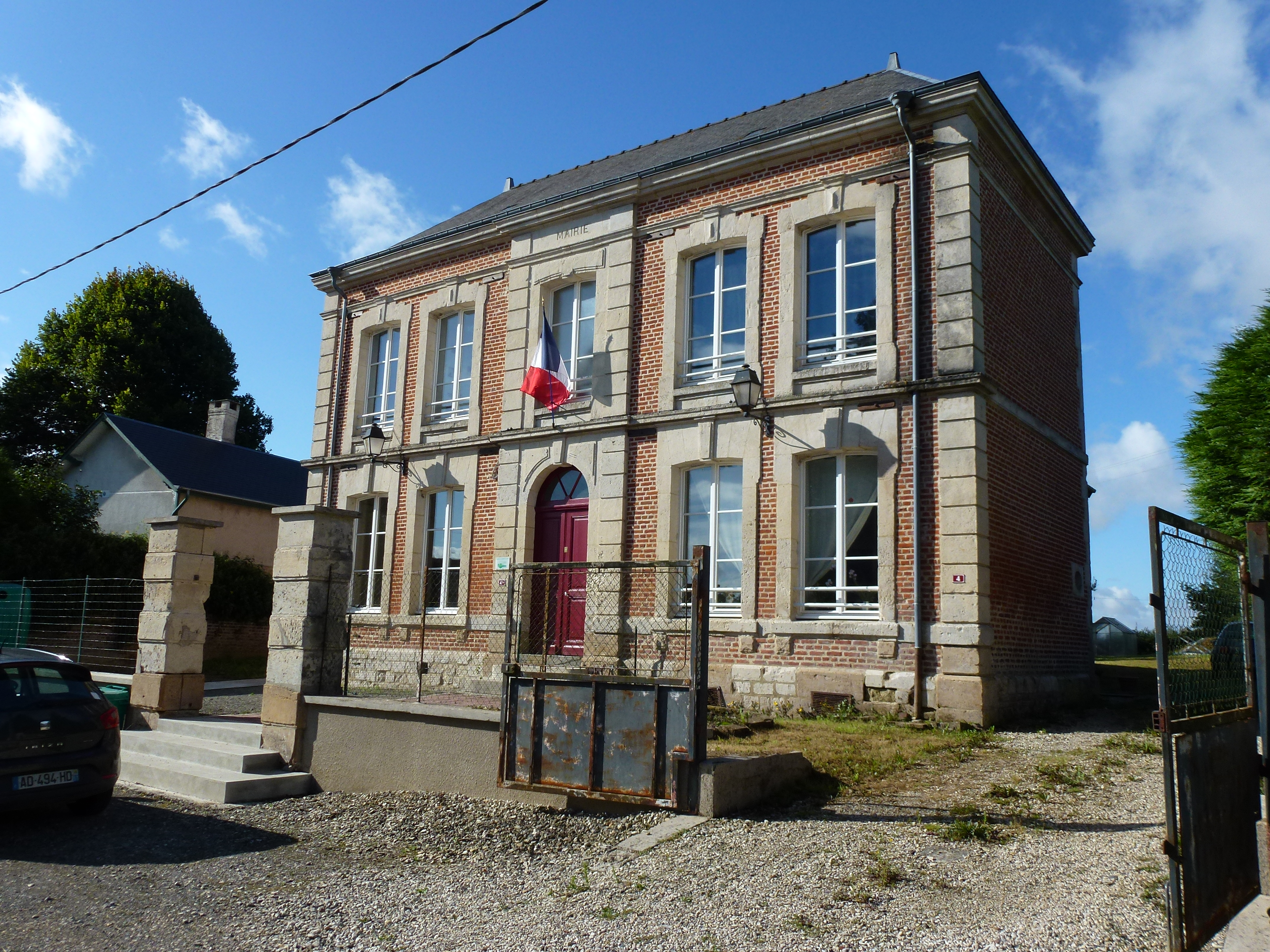
Мэрия